# Восья (деревня)
Восья — деревня в Грязовецком районе Вологодской области.
Входит в состав Вохтожского муниципального образования, с точки зрения административно-территориального деления — в Вохтогский сельсовет. До 2004 года входила в состав Демьяновского сельсовета.
Расстояние до районного центра Грязовца по автодороге — 79 км, до центра муниципального образования Вохтоги по прямой — 22 км. Ближайшие населённые пункты — 18 км, Кирпичное, Восья.
По переписи 2002 года население — 7 человек.